# Fernanda Oliveira
Fernanda Oliveira (19 grudnia 1980 w Porto Alegre) – brazylijska żeglarka sportowa startująca w klasie 470, brązowa medalistka olimpijska.
Trzykrotna uczestniczka igrzysk olimpijskich (2000, 2004, 2008). Brązowa medalistka igrzysk olimpijskich w 2008 roku w klasie 470 (razem z Isabel Swan).